# Racing Club de Avellaneda
Racing Club – argentyński klub sportowy (znany głównie z sekcji piłki nożnej) z siedzibą w mieście Avellaneda, w prowincji Buenos Aires. Występuje w rozgrywkach Primera División. Domowe mecze rozgrywa na obiekcie Estadio Presidente Juan Domingo Perón.

## Osiągnięcia
- Amateur era: 1913, 1914, 1915, 1916, 1917, 1918, 1919, 1921, 1925
- Mistrzostwo: :1949, 1950, 1951, 1958, 1961, 1966, Apertura 2001, 2014, 2019
- Copa Libertadores: 1967
- Puchar Interkontynentalny: 1967
- Supercopa Sudamericana: 1988
- Supercopa Interamericana: 1988
- Recopa Sudamericana: 1995

## Historia
Założony został 25 marca 1903. Od tej pory zdobył siedem tytułów mistrzowskich, a także cztery międzynarodowe (w tym Copa Libertadores). W 1983 klub został zdegradowany do drugiej ligi, by ponownie wrócić do czołówki w 1985. W 1999 klub zbankrutował, ale dzięki swoim kibicom wyszedł na prostą.

## Aktualny skład
Stan na 18 listopada 2024.
| Nr | Poz. | Piłkarz                |
| -- | ---- | ---------------------- |
| 1  | BR   | Roberto León           |
| 2  | OB   | Agustín García Basso   |
| 3  | OB   | Marco Di Césare        |
| 5  | PO   | Juan Ignacio Nardoni   |
| 6  | OB   | Nazareno Colombo       |
| 7  | NA   | Maximiliano Salas      |
| 8  | PO   | Juan Fernando Quintero |
| 9  | NA   | Adrián Martínez        |
| 10 | NA   | Roger Martínez         |
| 12 | NA   | Luciano Vietto         |
| 13 | PO   | Santiago Sosa          |
| 15 | OB   | Gastón Martirena       |
| 16 | PO   | Martín Barrios         |
| 17 | NA   | Johan Carbonero        |

| Nr | Poz. | Piłkarz                   |
| -- | ---- | ------------------------- |
| 18 | NA   | Agustín Urzi              |
| 19 | OB   | Juan Elordi               |
| 20 | OB   | Germán Conti              |
| 21 | BR   | Gabriel Arias             |
| 22 | PO   | Baltasar Rodríguez        |
| 25 | BR   | Facundo Cambeses          |
| 27 | OB   | Gabriel Rojas             |
| 28 | OB   | Santiago Solari           |
| 29 | NA   | Nicolás Reniero           |
| 30 | OB   | Leonardo Sigali (kapitan) |
| 32 | PO   | Agustín Almendra          |
| 34 | OB   | Facundo Mura              |
| 35 | OB   | Santiago Quirós           |
| 36 | PO   | Bruno Zuculini            |